# 高尾紳路
高尾 紳路（たかお しんじ、1976年10月26日 - ）は、日本棋院東京本院所属の囲碁のプロ棋士、九段。千葉県千葉市出身、藤沢秀行名誉棋聖門下。本因坊雅号は「秀紳（しゅうしん）」。
本因坊3連覇、名人2期、十段2期、天元1期など。
張栩、山下敬吾、羽根直樹らとともに「平成四天王」と称される。

## 人物
師から受け継いだ手厚い碁で、地に辛い傾向の強い現代碁界に異彩を放つ。
早くから若手の有望株として期待を受けるが、タイトル戦線では他の四天王3人にやや遅れを取ってきた。しかし2005年、新参加でありながら本因坊リーグを勝ち抜き、張栩本因坊を4勝1敗で破り、初の七大タイトルを獲得。2007年まで本因坊位を3連覇した。
2013年以降、井山裕太が七大タイトルを独占し始める中、2014年に十段・天元、2016年には七冠王となった井山から名人位を獲るなど健闘している。
実兄は、歴史学者の高尾善希。芸人のザブングル加藤歩は親戚。囲碁殿堂表彰委員会委員もつとめる。

## 来歴
1976年10月26日千葉市で生まれる。囲碁愛好家の父の影響で小学生で兄と一緒に囲碁を覚える。やがて学校から帰ったらすぐに碁会所に出かけるという日々になる。この碁会所には森田道博（現九段）がいた。千葉市立桜木小学校1年の時にアマ初段、小学2年のときには五、六段に腕を挙げた。この時囲碁ライターでアマ強豪の田岡敬一に師事。田岡はすでに三村智保（現九段）や森田道博を教えていた。また田岡は藤沢秀行（現名誉棋聖）と親交が深く三年生の時から藤沢の主宰する「秀行合宿」に参加した。高尾のために自宅には囲碁専門書が取り揃えられ詰碁を解くのが日課となった。
1985年、小学3年生のときに千葉県の代表として第6回少年少女囲碁大会小学生の部の全国大会に出場。ベスト16まで進む。1986年、第7回少年少女囲碁大会に出場。黒瀧正憲（現八段）・久保秀夫（現七段）らに勝利し決勝進出。決勝の相手は後にライバルとなる北海道代表・山下敬吾（当時小学校2年生、現九段）だった。高尾が優勝しても最年少記録だったが、2歳年下の山下に敗れ準優勝となる。この山下の小学2年生での優勝という記録は未だに破られておらず、1997年に井山裕太（現九段）がタイ記録に並んだのみである。
全国大会準優勝のあと小学4年生の秋に日本棋院東京本院の院生になる。院生時代は柳時熏（現九段）があっという間に上のクラスに行ってしまったことが記憶に残っている。高尾もかなりのスピードで最上位のAクラスに行ったもののそこから時間がかかってしまった。小学5年生の時に院生Aクラスに登ったのを機に藤沢秀行研究会に参加することを許された。森田・三村とともに田岡から藤沢の弟子になる時に、藤沢は碁の面倒は見るが3人は田岡が育てたのだから田岡門下でいいじゃないかと言ってくれたが田岡が「それでは将来きっと苦労する。秀行門下のほうがあいつらも幸せ」と親心で送り出し3人は藤沢の正式な弟子となった。中学2年生のときに棋士採用試験に1位で合格。1991年入段。同期にライバルとなる羽根直樹（中部総本部採用・現九段）がいる。入段1年目は同期6人の中で高尾だけが昇段できなかった。入段後は公式戦で打った碁の棋譜をすべて藤沢にFAXで送って講評してもらっていた。1992年に棋聖戦初段戦に優勝、5年に二段戦優勝、6年には三段戦に優勝した。さらに1995年には公式戦21連勝を記録した。
入段6年目、1996年の第21期新人王戦決勝で仲邑信也五段に2-0で勝利し公式戦初タイトル獲得。またこの年五段に昇段した。第30回棋道賞新人賞を受賞。新人王戦優勝・成人を機に一人暮らしを始める。借りた部屋で研究会を始める。メンバーは張栩・蘇耀国・溝上知親（3人とも現九段）など。中野駅の近くだったので「中野研究会」と呼ばれた。また溝上が学んでいた緑星囲碁学園と交流戦もしていた。この研究会は2年ほど続いた。またこの頃藤沢の意向により習字を習い始める。時間の無駄のように思ったこともあったが、のちに棋士としてサインを求められるようになり、習っておいてよかったと感じたとのちに記している。
1998年、師匠藤沢秀行の引退碁企画の対局相手の1人に選ばれる。この年勝率.806（50勝12敗）で第32回棋道賞勝率第一位賞受賞。1999年、61勝14敗で第33回棋道賞棋道賞最多勝利賞・最多対局賞を受賞。
2000年頃からトーナメント棋戦で決勝進出を繰り返すようになる。2000年2月、第30回新鋭トーナメント戦準優勝（優勝：山下敬吾）。3月、第15期NEC俊英トーナメント戦優勝（準優勝：羽根直樹）。8月、第9期竜星戦優勝（準優勝：高木祥一）。第34回棋道賞連勝賞受賞（20連勝）。2001年3月、第16期NEC俊英トーナメント戦優勝（準優勝：秋山次郎）。2002年2月、第33回新鋭トーナメント戦優勝（準優勝：金秀俊）。3月、第22期NECカップトーナメント準優勝（優勝：柳時熏）。一方で、三大棋戦ではリーグ入りまであと1勝の最終予選決勝での敗退が続いた（2000年5月第25期棋聖戦最終予選決勝で宮沢吾朗九段に敗北、11月第26期名人戦最終予選決勝で趙善津九段に敗北、2001年7月第57期本因坊戦最終予選決勝で山田規三生八段に敗北）。
2003年、1月16日第41期十段戦で二十五世本因坊治勲を破り挑戦者決定戦に進出。1月20日、八段昇段。2月10日、山下敬吾七段を倒し十段位挑戦者となる。第41期十段位に挑戦するも、王立誠に2-3で敗れる。新鋭トーナメント戦優勝。竜星戦優勝。5月、第28期棋聖戦最終予選決勝で三村智保九段に敗北。10月、第29期名人戦最終予選決勝で山田規三生八段に敗北。
2004年、棋道賞最多勝利賞（44勝）。連勝記録賞（15連勝）。2004年3月に、慶應義塾大学囲碁部女子部で主将を務めたアマ女流と結婚。夫婦仲がよいことでも、囲碁雑誌で取り上げられる。8月12日、第60期本因坊戦最終予選決勝で植木善大八段を破りついに念願の三大リーグ入りを果たす。
2005年、第60期本因坊戦でリーグ戦初参加で即挑戦権を獲得。7番勝負では張栩本因坊を4-1で降し、自身初の七大タイトルとなる本因坊位を獲得。規定により6月29日、八段より九段昇段。第43回秀哉賞受賞。
2006年、第61期本因坊戦で山田規三生九段の挑戦を4-2で退け、本因坊初防衛に成功。第31期名人リーグに初参加初挑戦（名人戦史上初）、張栩を4-2で降して実力制6人目の名人本因坊に輝いた。第44回秀哉賞を2年連続で受賞。第1回大和証券杯ネット囲碁オープンにも優勝し、同年の自身初の賞金ランキング1位に輝く。
2007年、第62期本因坊戦で依田紀基の挑戦を4-1で降し、3連覇を達成。名人戦で張栩に3-4で敗れ、名人位を手放す。第3回大和証券杯ネット囲碁オープンでは優勝を果たす。
2008年、第46期十段戦で挑戦権を獲得し、趙治勲との5番勝負では3連勝で十段位を奪取。第63期本因坊戦で羽根直樹九段に三連勝後四連敗で失冠。10月、第1回ワールドマインドスポーツゲームズ囲碁男子団体戦に依田紀基、山下敬吾、羽根直樹、河野臨と日本代表チームを組んで出場し、銅メダルを獲得する。
2009年、第47期十段戦で張栩に1-3で敗れ、無冠となる。第64期本因坊戦にてリーグを6勝1敗で勝ち上がり羽根直樹に挑むが、2-4で敗退。
2010年、第48期十段戦挑戦者決定戦進出。第35期名人戦リーグで8勝1敗で挑戦権を獲得し、井山裕太に挑むが、0-4で敗退。第35期棋聖戦Aリーグ優勝。第3回大和証券杯グランドチャンピオン戦優勝。
2011年、第4回大和証券杯グランドチャンピオン戦優勝、2連覇。第36期棋聖戦のBリーグで優勝し、挑戦者決定戦でAリーグ優勝の井山裕太を破り初の棋聖戦挑戦権を獲得する。
2012年、3月1日、通算800勝達成。第36期棋聖戦では張栩に挑んだが3-4で敗退。3月17日、第31期NECカップ初優勝。
2013年、7月18日、第68期本因坊戦で井山裕太に挑むも3-4で敗退。
2014年、2月、第52期十段戦挑戦者決定戦で六冠を保持していた井山裕太に勝ち、目前に迫っていた七大タイトル制覇を阻む。結城聡十段を3-2で破ってタイトルを奪取、6年ぶりのタイトルとなり、無冠を返上した。8月31日、クラウドファンディング13路盤選抜プロトーナメント戦（非公式戦）で準優勝。12月、第40期天元戦で井山裕太天元を3-2で破って初の天元位を奪取。天元・十段の二冠となった。
2015年、4月、第53期十段戦で挑戦者の伊田篤史に敗れ、十段失陥。一冠となった。11月、第41期天元戦で挑戦者の井山裕太に敗れ、天元失冠。無冠となった。
2016年、第71期本因坊戦で3年ぶりの挑戦者となるも井山裕太七冠に1勝4敗で敗北。8月4日第41期名人戦リーグで7勝1敗で単独首位を守り、2年連続での挑戦権を獲得した。11月、第41期名人戦で井山裕太名人を4-3で破って名人位を奪取。井山裕太の七冠保持を崩し、10期振りの名人位に返り咲いた。賞金ランキングで2位につける。
2017年、第72期本因坊戦リーグでは3勝4敗の5位に終わりリーグ陥落。第73期本因坊最終予選でも7月27日の準決勝で余正麒七段に敗れ、2005年以来続けてきた本因坊リーグ入りがストップした。第42期名人位防衛戦では他の七大タイトルを全て防衛してきた井山裕太六冠と再び対戦。1勝4敗で敗れ井山2度目の七冠王を許す。
2022-23年、第47期棋聖戦Sリーグで3勝2敗で残留。挑戦者決定トーナメントに進出。

## 棋戦決勝進出結果
| 棋戦           |
| 三大タイトル   |
| 他七大タイトル |
| 国際タイトル   |
| 他大会         |

|      | 数 | 棋戦      | 期・回 | 対局日     | 相手           |     |
| ---- | -- | --------- | ------ | ---------- | -------------- | --- |
| 優勝 | 1  | 新人王戦  | 21期   | 1996年9月  | 仲邑信也五段   | 2-0 |
| 優勝 | 2  | NEC俊英戦 | 15期   | 2000年     | 羽根直樹七段   | 1-0 |
| 優勝 | 3  | 竜星戦    | 9期    | 2000年     | 高木祥一九段   | 1-0 |
| 優勝 | 4  | NEC俊英戦 | 17期   | 2002年     | 秋山次郎七段   | 1-0 |
| 優勝 | 5  | 新鋭戦    | 33期   | 2003年     | 金秀俊七段     | 1-0 |
| 優勝 | 6  | 竜星戦    | 13期   | 2004年     | 山田規三生八段 | 1-0 |
| 奪取 | 7  | 本因坊戦  | 60期   | 2005年6月  | 張栩本因坊     | 4-1 |
| 防衛 | 8  | 本因坊戦  | 61期   | 2006年7月  | 山田規三生九段 | 4-2 |
| 奪取 | 9  | 名人戦    | 31期   | 2006年11月 | 張栩名人       | 4-2 |
| 防衛 | 10 | 本因坊戦  | 62期   | 2007年6月  | 依田紀基九段   | 4-1 |
| 奪取 | 11 | 十段戦    | 46期   | 2008年4月  | 趙治勲十段     | 3-0 |
| 優勝 | 12 | NEC杯     | 31期   | 2012年3月  | 趙治勲九段     | 1-0 |
| 奪取 | 13 | 十段戦    | 52期   | 2014年4月  | 結城聡十段     | 3-2 |
| 奪取 | 14 | 天元戦    | 40期   | 2014年12月 | 井山裕太天元   | 3-2 |
| 奪取 | 15 | 名人戦    | 41期   | 2016年11月 | 井山裕太名人   | 4-3 |

## タイトル・棋戦優勝歴

### 七大タイトル
色付きは現在在位。
他の棋士との比較は、囲碁のタイトル在位者一覧 を参照。
| タイトル                                                 | 番勝負           | 獲得年度           | 登場 | 獲得期数 | 連覇 |
| 棋聖                                                     | 七番勝負 1-3月   |                    | 1    |          |      |
| 名人                                                     | 七番勝負 9-11月  | 2006（第31期）、16 | 6    | 2期      |      |
| 本因坊                                                   | 七番勝負 5-7月   | 2005（第60期）-07  | 7    | 3期      | 3    |
| 王座                                                     | 五番勝負 10-12月 |                    |      |          |      |
| 天元                                                     | 五番勝負 10-12月 | 2014（第40期）     | 2    | 1期      |      |
| 碁聖                                                     | 五番勝負 6-8月   |                    |      |          |      |
| 十段                                                     | 五番勝負 3-4月   | 2008（第46期）、14 | 5    | 2期      |      |
| 登場回数合計21回、獲得合計8期、 3大タイトル獲得数合計5期 |                  |                    |      |          |      |

### 棋戦
- NECカップ 1期（31期）
- 新人王 1期（21期）
- NEC俊英戦 2期（15期、17期）
- 竜星戦 2期（9期、13期）
- 新鋭トーナメント戦 1期（33期）

## 棋聖戦挑戦者決定リーグ戦
※新制度より（第40期から）
| - Sリーグは緑色 - Aリーグは紫色。 - Bリーグは黄色 - Cリーグは水色 - FTはファーストトーナメント |

| 回 | 期 | 開催年 | 所属リーグ |     | 結果 |
| -- | -- | ------ | ---------- | --- | ---- |
| 1  | 40 | 2015   | Sリーグ    | 4位 |      |
| 2  | 41 | 2016   | Sリーグ    | 6位 | 降格 |
| 3  | 42 | 2017   | Aリーグ    | 1位 | 昇格 |
| 4  | 43 | 2018   | Sリーグ    | 3位 |      |
| 5  | 44 | 2019   | Sリーグ    | 2位 |      |
| 6  | 45 | 2020   | Sリーグ    | 2位 |      |
| 7  | 46 | 2021   | Sリーグ    | 4位 |      |
| 8  | 47 | 2022   | Sリーグ    | 2位 |      |
|    | 48 | 2023   | Sリーグ    | 4位 |      |
|    | 49 | 2024   | Sリーグ    | 6位 | 降格 |
|    | 50 | 2025   | Aリーグ    | 1位 | 昇格 |

## エピソード
- 2000年頃から張栩、山下敬吾、羽根直樹とともに若手棋戦で活躍し、「若手四天王」と呼ばれるようになる。しかし、他の3名が2000年から2001年にかけて七大タイトルを獲得するなど活躍する一方で、当時の高尾は三大棋戦のリーグ入りすらできておらず、成績が伸びずに取り残されたという思いが強かったという。藤沢からは「勉強を続けていればいつか必ず結果は付いてくる」と言われ、「とにかく勉強していれば、いずれ何かいいことがあるのではないか」と考えたが、「このまま並の棋士で終わってしまうのではないか」という気持ちもあったとのちに語っている[10]。
- 2005年、師の藤沢が二度挑戦して届かなかった、自身初の七大タイトルとなる本因坊のタイトルを初挑戦で獲得。少しは褒めてもらえるかと報告に向かうと、「勝ち碁で何をモタモタやっているんだ」とまた叱られたという。
- 競馬が趣味。競走馬の一口馬主ともなっており、過去にシルクプリマドンナ（2000年のオークス優勝馬）などに出資していた[11]。「囲碁界屈指の競馬好き」としてJRA公式サイトの競馬コラムでインタビューを受けたこともあり、それによれば競馬を始めた契機は「中学生時代にプロ棋士の勉強会で一部の先輩がテレビの競馬中継を見ていたこと」とのこと[12]。ちなみに師匠の藤沢には競馬好きであることはずっと黙っていたものの、後に藤沢の知るところとなり、東京開催の土曜日は毎週競馬場に通い藤沢と競馬を観戦するようになったという[13]。同じ競馬好きということで、近年は将棋棋士の渡辺明とも交友があり、渡辺を一口馬主仲間に引き込んでいる[14]。ギャンブル関連では他に映画監督の相米慎二とも関係が深かったという[15]。
- 2009年よりブログを執筆している（下記外部リンク参照）。自分の対局や、タイトル戦の解説などを行っている。

## 初手5の五・3手目5の五
|  |  |  |  |  |  |  |  |  |  |  |  |  |  |  |  |  |  |  |
|  |  |  |  |  |  |  |  |  |  |  |  |  |  |  |  |  |  |  |
|  |  |  |  |  |  |  |  |  |  |  |  |  |  |  |  |  |  |  |
|  |  |  |  |  |  |  |  |  |  |  |  |  |  |  |  |  |  |  |
|  |  |  |  |  |  |  |  |  |  |  |  |  |  |  |  |  |  |  |
|  |  |  |  |  |  |  |  |  |  |  |  |  |  |  |  |  |  |  |
|  |  |  |  |  |  |  |  |  |  |  |  |  |  |  |  |  |  |  |
|  |  |  |  |  |  |  |  |  |  |  |  |  |  |  |  |  |  |  |
|  |  |  |  |  |  |  |  |  |  |  |  |  |  |  |  |  |  |  |
|  |  |  |  |  |  |  |  |  |  |  |  |  |  |  |  |  |  |  |
|  |  |  |  |  |  |  |  |  |  |  |  |  |  |  |  |  |  |  |
|  |  |  |  |  |  |  |  |  |  |  |  |  |  |  |  |  |  |  |
|  |  |  |  |  |  |  |  |  |  |  |  |  |  |  |  |  |  |  |
|  |  |  |  |  |  |  |  |  |  |  |  |  |  |  |  |  |  |  |
|  |  |  |  |  |  |  |  |  |  |  |  |  |  |  |  |  |  |  |
|  |  |  |  |  |  |  |  |  |  |  |  |  |  |  |  |  |  |  |
|  |  |  |  |  |  |  |  |  |  |  |  |  |  |  |  |  |  |  |
|  |  |  |  |  |  |  |  |  |  |  |  |  |  |  |  |  |  |  |
|  |  |  |  |  |  |  |  |  |  |  |  |  |  |  |  |  |  |  |

2000年の新鋭トーナメント戦決勝。山下敬吾と対戦。第一着に相手のお株を奪う5の五を打つと、山下はほとんど例のない白2手目での天元打ちで対抗。さらに高尾が3手目に5の五を打つという冒頭から激しい空中戦を繰り広げ、ライバルの意地が火花を散らした一局として話題になった（山下勝ち）。この碁はその後マンガ「ヒカルの碁」でも社清春-進藤ヒカル戦の棋譜として用いられた。

## 雅号
2007年、本因坊3連覇達成後の就位式で、雅号を「秀紳」とすることを発表した。命名は師の藤沢秀行。「秀」は本因坊家ゆかりの字であり、師匠から一字を受け継いだ形ともなった。

## 著書
- 正々堂々 高尾の力学（日本棋院）
- 第31期囲碁名人戦全記録―名人位決定七番勝負・挑戦者決定リーグ戦（朝日新聞社）
- 第32期囲碁名人戦全記録―名人位決定七番勝負・挑戦者決定リーグ戦（朝日新聞社）
- 秀行百名局（誠文堂新光社）
- 基本定石事典 上下巻（日本棋院）

## 年表
| - タイトル戦の欄の氏名は対戦相手。うち、色付きのマス目は獲得（奪取または防衛）。青色は挑戦者または失冠。黄色はリーグ入り。 - 棋道賞は、最 : 最優秀棋士賞、 優 : 優秀棋士賞、 特別 : 特別賞、 率 : 勝率一位賞、 勝 : 最多勝利賞、 対 : 最多対局賞、 連 : 連勝賞、 国際 : 国際賞、 新人 : 新人賞、 哉 : 秀哉賞 - 賞金&対局料は、年度区切りではなく1月 - 12月の集計。単位は万円。色付きのは全棋士中1位。 |

|              | 棋聖         | 十段           | 本因坊         | 碁聖          | 名人           | 王座           | 天元         | 棋道賞 | 賞金対局料      | 備考                   |
| ------------ | ------------ | -------------- | -------------- | ------------- | -------------- | -------------- | ------------ | ------ | --------------- | ---------------------- |
| 棋聖戦 1-3月 | 十段戦 3-4月 | 本因坊戦 5-7月 | 碁聖戦 6-8月   | 名人戦 9-11月 | 王座戦 10-12月 | 天元戦 10-12月 |              |        | プロ入りは 1991 |                        |
| 1996         |              |                |                |               |                |                |              | 新人   |                 |                        |
| 1997         |              |                |                |               |                |                |              |        |                 |                        |
| 1998         |              |                |                |               |                |                |              | 率     |                 |                        |
| 1999         |              |                |                |               |                |                |              | 勝 多  | 997 (20位)      |                        |
| 2000         |              |                |                |               |                |                |              | 連     | 1985 (10位)     |                        |
| 2001         |              |                |                |               |                |                |              | 連     |                 |                        |
| 2002         |              |                |                |               |                |                |              |        | 1125 (14位)     |                        |
| 2003         |              | 王立誠 2-3     |                |               |                |                |              |        | 2398 (10位)     |                        |
| 2004         |              |                |                |               |                | 本戦 ベスト4   |              | 勝 連  | 1714 (10位)     |                        |
| 2005         |              | 本戦 決勝進出  | 張栩 4-1       |               |                |                |              | 優     | 4723 (3位)      |                        |
| 2006         |              | 本戦 決勝進出  | 山田規三生 4-2 |               | 張栩 4-2       |                | 本戦 ベスト4 | 優     | 8990 (1位)      | 史上6人目の 名人本因坊 |
| 2007         |              |                | 依田紀基 4-1   |               | 張栩 3-4       |                |              |        | 5993 (3位)      |                        |
| 2008         | 4位          | 趙治勲 3-0     | 羽根直樹 3-4   | 本戦 決勝進出 | 4位            |                |              | 多     | 4591 (4位)      |                        |
| 2009         | 2位          | 張栩 1-3       | 羽根直樹 2-4   | 本戦 ベスト4  | 3位            |                | 本戦 ベスト4 |        | 3528 (5位)      |                        |
| 2010         | 4位          | 本戦 決勝進出  | 3位            |               | 井山裕太 0-4   |                |              |        | 3293 (4位)      |                        |
| 2011         | 1位          | 本戦 決勝進出  | 陥落           |               | 3位            |                |              |        | 2108 (5位)      |                        |
| 2012         | 張栩 3-4     |                | 4位            |               | 4位            |                |              |        | 3999 (4位)      |                        |
| 2013         | 2位          | 本戦 決勝進出  | 井山裕太 3-4   |               | 5位            |                |              |        | 3084 (3位)      |                        |
| 2014         | 2位          | 結城聡 3-2     | 陥落           |               | 4位            |                | 井山裕太 3-2 | 優     | 3790 (3位)      |                        |
| 2015         | 2位          | 伊田篤史 2-3   | 陥落           |               | 井山裕太 0-4   |                | 井山裕太 0-3 |        | 3180（3位）     |                        |
| 2016         | Sリーグ 4位  |                | 井山裕太 1-4   |               | 井山裕太 4-3   |                |              | 優     | 5820（2位）     |                        |
| 2017         | Sリーグ 陥落 |                | 陥落           |               | 井山裕太 oxxxx |                |              |        |                 |                        |
|              | 棋聖         | 十段           | 本因坊         | 碁聖          | 名人           | 王座           | 天元         | 賞     | 対局料          | 備考                   |